# Dorian Coninx
Dorian Coninx (28 de janeiro de 1994) é um triatleta profissional francês.

## Carreira

### Rio 2016
Dorian Coninx competiu na Rio 2016, ficando em 36º lugar com o tempo de 1:51.50.